# تي آر-85
تي آر-85 (بالإنجليزية: TR-85)‏ هي دبابة قتال رئيسية مصممة للقوات المسلحة الرومانية.